# Ídolo coreano
Ídolo coreano (대한민국의 아이돌) ou idol é um nome referente a um tipo de celebridade que trabalha no campo do K-pop seja como membros de algum grupo musical ou como um ato solo. Normalmente, um idol trabalha associado a uma agência de entretenimento sul-coreana e passa por um extenso treinamento de dança, vocais e língua estrangeira. De acordo com o The Observer Vancouver, o ídolo do K-pop estereotipado é "incrivelmente jovem, de boa aparência, e capaz de transportar uma nota melodramática".

## Características

### Sistema de treinamento
Centenas de candidatos cada dia participam das audições globais detidas por agências de entretenimento coreanas para realizar a chance de se tornar um estagiário. Outros são escolhidos na rua ou explorados sem audição, com base em aparências ou talentos em potencial. Para aqueles que passam com sucesso nesta fase de audição são oferecidos contratos de longo prazo com a empresa de entretenimento. Não há limites de idade para se tornar um estagiário; Portanto, não é incomum para os formandos, e até mesmo ídolos debutados, serem muito jovens.
O processo de estágio dura por um período de tempo indefinido, variando de meses a anos e geralmente envolve a voz, dança e aulas de idiomas enquanto vivem junto com outros estagiários, às vezes frequentando a escola, ao mesmo tempo, embora alguns estagiários preferem abandonar a escola para dedicar seu tempo e energia para alcançar o seu objetivo de se tornar um ídolo coreano. Em 2012, o The Wall Street Journal relatou que o custo de treinar um membro do Girls' Generation da S.M. Entertainment foi de US$3 milhões.
O sistema de estagiário se popularizou por Lee Soo-man, o fundador da S.M. Entertainment, como parte de um conceito denominado tecnologia cultural. Como um processo único, o sistema de aprendizado de ídolo coreano foi criticado pelos meios de comunicação da mídia ocidentais. Existem também conotações negativas de ídolos dentro das cenas de música coreanas independentes.

### Ganhos anunciados
Muitos ídolos coreanos se tornaram franquias de milhões de dólares e nomes de família nacionais. Alguns dos maires ídolos coreanos recebem uma renda anual de um milhão de dólares em royalties sozinho e vendas de um único álbum. Muitos tornaram-se ídolos de milhões de dólares, tanto na Coréia quanto no exterior, com receitas provenientes não só da música em si, mas também de comerciais, de mercadoria relacionada ao ídolo, patrocínios corporativos, avais e concertos ao vivo. De acordo com o The Korea Times, uma vez que um vídeo musical de K-pop atrai mais de um milhão de visualizações, ele irá "gerar uma receita significativa grande o suficiente para distribuir os lucros aos membros de um grupo de K-pop."

## Efeitos sobre os fãs sasaeng
Fãs sasaeng são aqueles que invadem o território pessoal do cantor, tais como a criação da câmera em seu dormitório, ou tirar fotos de suas conversas de mensagens de texto. Eles também acompanham os cantores em todos os lugares, até mesmo para eventos pessoais, tais como casamento de um parente.
Para alguns fora da comunidade de fãs, pode parecer irracional para um fã sasaeng perseguir seus ídolos quando eles só podem vê-los em concertos. No entanto, durante aparições públicas como em concertos, os ídolos de K-pop são normalmente cercados por seus gestores que vão fazer quase tudo para impedir os fãs de ficarem muito perto. Também a concorrência é grande como os ídolos tendem a ser cercado por centenas ou, em alguns casos, milhares de fãs sasaeng, e a possibilidade de uma interação particular com o seu ídolo é extremamente baixa. No entanto, após essas aparições públicas, as oportunidades vão começar a apresentar-se como dispersas e gestores dos ídolos fazem uma pausa. De acordo com o portal da Coreia do Sul Nate, até mesmo celebridades tem que encostar em um período de cinco horas, rota de longa distância. Neste ponto, os fã sasaeng, então, são capazes de bombardear seus ídolos favoritos com presentes e trocam algumas palavras com eles, e praticamente sem restrições e sem a concorrência de outros fãs sasaeng.
De acordo com o The Seattle Times, durante um concerto de K-pop no DAR Constitution Hall em Washington, DC um "enxame de adolescentes contra o estádio", segurando suas câmeras de celular "pronto a disparar", e descreve como em antecipação nervosa, uma garota desencadeou uma torrente de "Oh, meus Deus!" em uma onda sincronizada e gritando "Você é tão sexy!" A atmosfera é febril, e pesada com hormônios. Os fãs - em sua maioria adolescentes, na sua quase totalidade de meninas - com telefones com câmera com foco furioso, e modulam a intensidade de seus gritos como cada cantor aparece no palco.

## Reconhecimento
Devido à enorme quantidade de apoio de seus fãs, os ídolos coreanos estão começando a receber atenção da mídia consideravelmente. Por exemplo, a BBC escreveu que "Estrelas coreanas estão batendo um caminho para o Japão, América e Europa".
Nos últimos anos, o K-pop tem mostrado uma influência global desde filmes coreanos, novelas e ídolos da música que tomou a Ásia pela tempestade ao longo da última década. Mas o hallyu - ou "onda coreana", como o fenômeno é conhecido na Ásia - está agora se espalhando para a Europa continental, os Estados Unidos e no Reino Unido. Plataformas de mídia social como o YouTube e Twitter se tornaram instrumentos cruciais para os ídolos de K-pop para atingir o público no Ocidente.

## Uso do termo
O jornal do estado de língua inglesa China Daily  chama Super Junior e miss A de "ídolos pop sul-coreanos" e o Borneo Post chama Bigbang de "ídolo de K-pop".
O The Wall Street Journal também reconhece Danny Im como um "ex-ídolo de K-pop". E o The Seattle Times publicou um artigo com o título "adolescente americano com uma doença encontra ídolos de K-pop".